# Mamo Wolde
Degaga Wolde, detto Mamo (Dire Jila, 12 giugno 1932 – Addis Abeba, 26 maggio 2002) è stato un maratoneta e mezzofondista etiope, campione olimpico nella maratona ai Giochi di Città del Messico nel 1968.

## Biografia
Iniziò la sua carriera come mezzofondista veloce: nel 1956 partecipò alle Olimpiadi di Melbourne gareggiando negli 800 m, nei 1500 m e, addirittura, nella staffetta 4×400. Passato alle lunghe distanze, nel 1964 a Tokyo sfiorò il podio olimpico giungendo quarto nella finale dei 10 000 m. Centrò il podio quattro anni dopo, vincendo dapprima la medaglia d'argento sui 10000 m e quindi l'oro nella maratona succedendo al connazionale Abebe Bikila, vincitore nelle due precedenti edizioni. Nel 1972, a quarant'anni compiuti, riuscì a conquistare un'altra medaglia olimpica giungendo terzo nella maratona di Monaco di Baviera: solo Bikila, prima di lui, era riuscito a conquistare due medaglie olimpiche nella maratona. Concluse la carriera vincendo la maratona ai Giochi panafricani del 1973.
Nel 1993 Wolde fu arrestato con l'accusa di aver preso parte a un omicidio commesso nell'ambito del Terrore rosso, durante il regime del deposto dittatore Menghistu Hailè Mariàm. Uscito di prigione nel 2002, morì pochi mesi dopo. È stato sposato due volte e ha avuto tre figli.

## Palmarès
| Anno | Manifestazione     | Sede              | Evento   | Risultato | Prestazione | Note |
| ---- | ------------------ | ----------------- | -------- | --------- | ----------- | ---- |
| 1964 | Olimpiadi          | Tokyo             | 10000 m  | 4º        | 28'31"8     |      |
| 1965 | Giochi panafricani | Brazzaville       | 5000 m   | Bronzo    | 14'18"6     |      |
| 1968 | Olimpiadi          | Città del Messico | 10000 m  | Argento   | 29'28"0     |      |
| 1968 | Olimpiadi          | Città del Messico | Maratona | Oro       | 2h20'26"4   |      |
| 1972 | Olimpiadi          | Monaco di Baviera | Maratona | Bronzo    | 2h15'08"4   |      |
| 1973 | Giochi panafricani | Lagos             | Maratona | Oro       | 2h17'33"    |      |

## Altre competizioni internazionali
1962
- 46º alla Maratona di Fukuoka ( Fukuoka) - 2h41'27"

1963
- 12º alla Maratona di Boston ( Boston) - 2h35'09"
- Oro al Juan Muguerza Cross-Country Race ( Elgoibar)
- Oro al Cross de San Sebastián ( San Sebastián) - 30'33"

1964
- Oro al Juan Muguerza Cross-Country Race ( Elgoibar)
- Oro al Cross de San Sebastián ( San Sebastián) - 29'48"

1966
- 17º alla Maratona internazionale della pace ( Košice) - 2h31'22"

1967
- Oro alla Maratona di Zarautz ( Zarautz) - 2h21'30"
- Oro al Juan Muguerza Cross-Country Race ( Elgoibar)
- Oro al Cross de San Sebastián ( San Sebastián) - 31'04"

1968
- Bronzo alla Maratona di Zarautz ( Zarautz) - 2h19'58"
- Oro al Juan Muguerza Cross-Country Race ( Elgoibar)

1969
- 4º alla Maratona di Atene ( Atene) - 2h15'17"
- Argento alla Maratona di Seul ( Seul) - 2h22'07"
- 4º alla Cinque Mulini ( San Vittore Olona)

1970
- Oro alla Maratona di Addis Abeba ( Addis Abeba) - 2h21'50"

1971
- 20º alla Maratona di Enschede ( Enschede) - 2h31'34"

1972
- Argento alla Maratona di Addis Abeba ( Addis Abeba) - 2h15'34"
- Argento alla San Blas Half Marathon ( Coamo) - 1h04'47"